# Alberte Greve
Alberte Emilie Greve (født 16. september 2005 i Næstved) er en cykelrytter fra Danmark, der er på kontrakt hos Uno-X Mobility. Hun startede sin sportskarriere med at dyrke inline speed skating.

## Karriere

### Speed skating
Siden hun var fire år gammel, har hun været medlem af Næstved Speedskating Klub. Hun har vundet 46 danmarksmesterskaber i inline speed skating, og i august 2022 vandt Alberte Greve EM-sølv i 8.000-meter pointløb i ungdomskategorien.

### Cykling
Greve startede som cykelrytter i 2021, da hun blev medlem af Amager Cykle Ring. Hun kørte sit første licensløb den 27. marts 2022, da hun var med det danske landshold til juniorudgaven af Gent-Wevelgem. Som 2. års juniorrytter skrev Alberte Greve i november 2022 under på en kontrakt med det danske hold Team Rytger p/b Carl Ras.
Ved DM i landevejscykling 2023 blev hun 3. juni i Birket dansk juniormester i enkeltstart. 14 dage før endte hun på sjettepladsen ved juniorernes Flandern Rundt. Efter de tre første afdelinger af Uno-X Ladies Cup 2023 førte hun ungdomskonkurrencen. Da alle fem afdelinger var kørt, blev hun også samlet vinder af konkurrencen, og hun endte på 4. pladsen i det samlede klassement. 
I oktober 2023 blev det offentliggjort, at Alberte Greve fra 2024-sæsonen havde skrevet kontrakt med det belgiske kontinentalhold Lotto Dstny Ladies.

## Meritter

### Landevejscykling
2022
5. plads, U19-DM i enkeltstart
2023
 Danmarksmester i U19-enkeltstart
 Ungdomskonkurrencen i Uno-X Ladies Cup
2. plads samlet ved 3 Dage i Nord for juniorer
6. plads, Flandern Rundt junior
2024
 Danmarksmester i U23-enkeltstart
 Danmarksmester i U23-linjeløb
2025
 Danmarksmester i linjeløb
 Danmarksmester i U23-linjeløb
2. plads, U23-DM i enkeltstart
3. plads, 1. afdeling af Bording Cup
4. plads, DM i enkeltstart